# Palomera
Palomera è un comune spagnolo di 186 abitanti situato nella comunità autonoma di Castiglia-La Mancia.